# Јеромонах Серафим (Роуз)
Серафим (Роуз) (енгл. Seraphim (Rose); Сан Дијего, 12. август 1934 — Платина, 2. септембар 1982) био је јеромонах Руске православне заграничне цркве (данас у саставу Руске православне цркве), духовни писац, аутор бројних теолошких радова који су имали велики утицај на православни живот у Америци и изазвали велико интересовање у Русији.

## Биографија
Рођен је 12. августа 1934. године у Калифорнији, у Сан Дијегу у протестантској породици. По завршетку средње школе са одличним успехом, 1952. уписао је колеџ у Помони, недалеко од Лос Анђелеса, где је студирао филозофију. Један од његових професора, Фредерик Сонтаг, га је описао као „необичног студента”.
Роуз је 1956. открио да је хомосексуалац у писму свом блиском пријатељу са колеџа, Лоренсу Мекгилверију, након је његова мајка открила његову оријентацију и приморала га да потражи помоћ психијатра.
Године 1956. након завршетка колеџа, отишао је на Академију за оријенталне студије у Сан Франциску, где је студирао компаративну анализу религија. Тамо је изучавао различите духовне школе: хиндуизам, будизам, јудаизам и суфизам и др. и то на изворним језицима. Тамо је магистрирао. Након посете руске православне цркве Саборне радости свих који Тугују у Сан Франциску, раскинуо је са будизмом и почео да изучава православну духовност, учио руски језик и проучавао православну литературу.
Године 1961. је напустио Академију за оријенталне студије у Сан Франциску. У фебруару 1962. године примио је православно крштење, Руске заграничне православне цркве. Био је духовни син Светог Јована Шангајског. Након крштења, упознао се са потомцима руских емиграната дипломске православне Богословије и заједно су објављивали билтен „Православни гласник“. Убрзо су отворили продавницу православних икона и књига — једну од првих у САД, која је убрзо постала један од духовних центара руског православља у Америци. Јуџин је интензивно проучавао руски и црквенословенски језик, био је чтец у цркви. Дипломирао је на Православном теолошком факултету у Сан Франциску.
Године 1967. у шуми у северној Калифорнији, у близини града Платини изградио је манастир, у који се преселио 1969. године. Године 1970. замонашио се и узео име Серафим у част Светог Серафима Саровског. У манастиру, који је назван „Манастир братства Светог Германа од Аљаске“, наставио је да објављује православне новине, пише и објављује дела духовног, образовног и теолошког садржаја. Манастир светог Германа Аљаског је православни манастир посвећен Светом Герману Аљаском и припада Епархији западноамеричкој Српске православне цркве.
Манастир је почео да се гради 1967. године када су Јуџин Роуз и Глеб Подмошенски из братства Светог Германа Аљаског купили земљиште у удаљеној планинској области у Калифорнији, неколико миља од малог села Платинум у северној Калифорнији. 1969. године, са благословом Архиепископа Западне Америке и Сан Франциска Антонија (Медведева) (Руска загранична црква) основан је манастир као место за подвиге чланова братства Светог Германа Аљаског.
Од 28. новембра 2000. године, манастир припада Епархији западноамеричкој Српске православне цркве.
Манастир издаје мисионарску литературу на енглеском језику у својој издавачкој кући Сент Херман Прес. Захваљујући деловању братства манастира Светог Германа, много Американаца је прешло у православље. У манастиру су лек и утеху тражили и налазили болесни, зависници од дроге, припадници разних секти. Отац Серафим је свима посвећивао посебну пажњу, саветујући им увек рад и молитву, дисциплину и истрајност.
Братство је у пријатељским везама са америчким староседеоцима - Индијанцима из оближњег градића Котонвуд. Индијанске старешине посећују манастир, а долазе и на свеноћно васкршње богослужење. У близини манастира је 1979. године основан и скит свете Ксеније, у којем живи и Богу се моли женско монаштво. Свети отац Серафим Роуз био је изузетно активан у мисионарском раду. Својим проповедима и богословским радовима заступао је истинитост учења православне вере и погрешног модерног духа и свих модерних порока. Он је први амерички православни свештеник који је повезан с патристичком традицијом Цркве. Свети Оци Цркве и испосници, нарочито монашке заједнице у Русији Валаама и Оптине, имале су пресудног значаја у духовном формирању младог Јуџина. Генерација младог нараштаја у Сједињеним Државама, каже Јуџин, духовно је мртва, без компаса је. „Христос је једини излаз из овога света“, често би говорио и писао отац Серафим. Нека од дела о. Серафима преведена су и на српски језик. Овде свакако треба издвојити дело "Душа после смрти" које је превео Слободан Продић. Дело је до сада доживело четири издања.
Друга његова важна дела су књиге "Нихилизам", "Православље и религија будућности", "Бог се открива људском срцу", "Постање, стварање и први човек", "Место Августина Хипонског у Православној Цркви".
Године 1977. Серафим је рукоположен за јеромонаха.
Умро је 1982. године, у својој 48. години, од болести.
Увелико се прича међу верним православним народом о његовој скорој и догледној канонизацији. Већ се израђују иконе са његовим ликом, служе литургије у његову част и праве молитве посвећене њему.

## Галерија
- Отац Серафим Роуз у својој келији, слика Андреја Миронова
- Келија оца Серафима
- Гроб оца Серафима